# سيلفيا جليكمان
سيلفيا جليكمان (بالإنجليزية: Sylvia Glickman)‏ هي عازفة بيانو وملحنة أمريكية، ولدت في 8 نوفمبر 1932، وتوفيت في 16 يناير 2006.

## وصلات خارجية
- سيلفيا جليكمان على موقع ميوزك برينز (الإنجليزية)